# アレクサンドル・タネーエフ
アレクサンドル・セルゲイェーヴィチ・タネーエフ（もしくはタネイエフ、タニェエフとも）（Алекса́ндр Серге́евич Тане́ев, ラテン文字転記：Aleksandr Sergeyevich Taneyev, 1850年1月17日 - 1918年2月7日）は、ロシア国民楽派の作曲家。有名な作曲家・音楽理論家セルゲイ・タネーエフの遠縁にあたる。ドレスデンとサンクトペテルブルクで音楽を学び、リムスキー＝コルサコフに作曲を師事する。
もとは官吏であったが、次第に官僚の世界で出世を遂げ、帝室長官の座にまで昇進してかなりの権勢をふるった。1900年以降はロシア地理協会の民謡収集部主任に就任した。タネーエフにより採譜された民謡は後に編曲され、リャードフによって出版された。
いくつかの歌劇を作曲し、そのほとんどは貴族とのコネによって速やかに上演されたが、一つとして今日までレパートリーの中に生き延びている作品はない。ほかに交響曲と弦楽四重奏曲が3曲ずつのほか、ピアノ曲がある。ほとんどの作品は性格が軽く、すべての作品が他の有力な国民楽派の作曲家（たとえばリムスキー＝コルサコフやバラキレフ、リャードフら）の影響を示している。